# Constance Towers
Constance Mary Towers (ur. 20 maja 1933 w Whitefish) – amerykańska aktorka sceniczna, filmowa i telewizyjna oraz piosenkarka.

## Filmografia

### Filmy fabularne
- 1955: Bring Your Smile Along jako Nancy Willows
- 1959: Konnica (The Horse Soldiers) jako Hannah Hunter
- 1960: Sierżant Rutledge (Sergeant Rutledge) jako Mary Beecher
- 1994: Karate Kid IV: Mistrz i uczennica (The next Karate Kid) jako Louisa Pierce
- 1997: Relikt (The Relic) jako pani Blaisedale
- 1998: Morderstwo doskonałe (A Perfect Murder) jako Sandra Bradford

### Seriale TV
- 1958: Mike Hammer jako Jean Barr
- 1975: Hawaii Five-O jako pani Thorncrest
- 1982–1987: Capitol jako Clarissa McCandless
- 1987: Napisała: Morderstwo jako Margaret Witworth
- 1987–1988: Prawnicy z Miasta Aniołów jako Charlotte Kelsey
- 1989: MacGyver jako Francine Leyland
- 1989: Christine Cromwell jako Sassy Taggart
- 1991: Matlock jako Alice Windemere
- 1992: Słoneczny patrol jako Maggie James
- 1992: 2000 Malibu Road jako Camilla
- 1993: Star Trek: Stacja kosmiczna jako Taxco
- 1994: Frasier jako Clarice Warner
- 1994: Grom w raju jako Cavanna
- 1995: Karolina w mieście jako Barbara
- 1996: Żar młodości jako Audrey North
- 1997: Sunset Beach jako Julianna Deschanel
- 2006: Zabójcze umysły jako Deb Mason
- 2009: Dowody zbrodni jako Caroline Kemp / Bellowes '09
- 1997–2017: Szpital miejski (General Hospital) jako Helena Cassadine